# Etropus microstomus
Etropus microstomus är en fiskart som först beskrevs av Theodore Gill, 1864.  Etropus microstomus ingår i släktet Etropus och familjen Paralichthyidae. Inga underarter finns listade i Catalogue of Life.